# Війтиха (балка)
Балка Війтиха  також Титарєва балка  або Урочище Ліскове — балка на південно — західній межі Новокодацького району міста Дніпро та Дніпровського району Дніпропетровської області. Розпочинається південніше житлового масиву селище Ясне і простягається на південний захід на 15 кілометрів, впадаючи до річки Суха Сура біля села Миколаївка — 1 Дніпровського району Дніпропетровської області.
У верхів'ях балки знаходиться дачне селище. На правому боці балки розташовані житловий масив Новокодацького району міста Дніпро Таромське, селище Горького Дніпровського району. В серединній частині розташоване село Долинське Дніпровського району, крізь яке проходить траса Дніпро — Кривий Ріг. У нижній частині балки знаходиться село Миколаївка -1.
По дну протікає пересихаюча річка Війтиха або Сухачівка. В її руслі розташовані ставки — верхній біля Таромського, нижній — на північно-східній околиці села Миколаївка-1. До балки впадають струмки притоки річки — найбільший з яких протікає балкою Грушки.
У XVIII столітті балка була вкрита густим дубовим лісом від якого і походить назва урочище Ліскове, у другій половині ХІХ століття його було вирубано, внаслідок чого річка Війтиха сильно обміліла.